# Dodonaea truncatialis
Dodonaea truncatialis är en kinesträdsväxtart som beskrevs av Ferdinand von Mueller. Dodonaea truncatialis ingår i släktet Dodonaea och familjen kinesträdsväxter. Inga underarter finns listade i Catalogue of Life.